# Menhir von Wallersheim
Der Menhir von Wallersheim (auch als Landstein, Lahnstein oder Langenstein bezeichnet) ist ein Menhir bei Wallersheim im Eifelkreis Bitburg-Prüm in Rheinland-Pfalz.

## Geographische Lage
Der Stein befindet sich gut 100 m nördlich von Wallersheim innerhalb eines Feldes auf einer Anhöhe. Um den Stein herum wurde im 7. Jahrhundert ein fränkisches Gräberfeld angelegt, das 1929 und 1963 archäologisch untersucht wurde.

## Beschreibung
Der Menhir besteht aus Kalkstein. Er hat eine Höhe von 153 cm, eine Breite von 80 cm und eine Tiefe von 40 cm. Der Stein ist plattenförmig, verjüngt sich nach oben und läuft in einer unregelmäßigen Spitze aus. Von Osten aus gesehen wirkt er leicht anthropomorph.

## Der Menhir in regionalen Sagen
Nach einer Sage soll sich der Stein dreimal um sich selbst drehen, wenn an Karfreitag mittags die Glocken läuten.